# Фелтон, Уильям Мааг
Уильям Мааг Фелтон (англ. William Maag Felton; 12 марта 1887, Филадельфия — 16 мая 1942, Филадельфия) — американский композитор.
Сын музыканта-любителя Сэмюэла Фелтона-младшего (1863—1943), исполнителя на концертине. Начал учиться игре на фортепиано в 12-летнем возрасте в Филадельфии у Уильяма Шварца. Продолжил занятия под руководством Харви Александера Мэтьюза (композиция). С 1910 г. преподавал и играл на органе в Денвере, одновременно изучая оркестровку у Генри Хаусли. В 1913 г. с сочинением «Вечерняя песня» (фр. Chanson du soir) выиграл конкурс композиторов Западного побережья (с Артуром Футом в жюри).
Автор многочисленных фортепианных пьес лёгкого жанра. Фелтону принадлежат также переложения для фортепианного трио, предназначенные для любительского музицирования, — в том числе романса П. И. Чайковского «Нет, только тот, кто знал…».